# イェフゲニィー・ザヴォイスキー
イェフゲニィー・ザヴォイスキー（Евгений Константинович Завойский、1907年9月28日  - 1976年10月9日）は、ソビエト連邦の科学者。

## 業績
1945年にソビエトタタール自治共和国のカザン大学のイェフゲニィー・ザヴォイスキーは物質の微小な磁性が電磁波を吸収する磁気共鳴を発見した。彼は硫酸銅の入った試験管にコイルを巻つけ、それを磁場の中に置いてコイルに高周波電流を流して電波の共鳴吸収を発見した。
1947年にはレフ・ランダウとエフゲニー・リフシッツによる1935年の論文で予言されたラーモア歳差運動による強磁性共鳴の存在を1946年のJ. H. E. Griffithsに次いで実験で確認した。
複数回ノーベル賞の候補者としてノミネートされたものの、受賞には至らなかった。